# Klaus Behrens
Klaus Behrens, nemški veslač, * 3. avgust 1941, Ratzeburg, Nemčija, † 19. september 2022, Frankfurt ob Majni, Nemčija.
Behrens je za Nemčijo nastopil v osmercu na Poletnih olimpijskih igrah 1964 v Tokiu, kjer je nemški čoln osvojil srebrno medaljo.